# Mreijeb Elmashad
Mreijeb Elmashad (tiếng Ả Rập: مريجب المشهد) là một ngôi làng Syria nằm ở Sinjar Nahiyah ở huyện Maarrat al-Nu'man, Idlib. Theo Cục Thống kê Trung ương Syria (CBS), Mreijeb Elmashad có dân số 698 trong cuộc điều tra dân số năm 2004.